# Dolton (Illinois)
Dolton è un comune degli Stati Uniti d'America, situato in Illinois, nella contea di Cook.
Nel comune è situata la casa d'infanzia di Papa Leone XIV, il primo Papa proveniente dagli Stati Uniti d'America.

## Storia
Un ufficio postale è in funzione a Dolton dal 1854. Il villaggio ha preso il nome da una famiglia di primi coloni. I villaggi di Dolton e della vicina Riverdale erano di fatto un'unica comunità fino a quando non sono stati incorporati separatamente nel 1892.

## Infrastrutture e trasporti
Pace fornisce un servizio di autobus su più linee che collegano Dolton a destinazioni in tutto il Southland (sobborghi a sud di Chicago). Il servizio SouthEast previsto da Metra avrà una stazione a Dolton.
Dal 1904 al 1964, è esistito un servizio di treni pendolari gestito dalla Chicago and Western Indiana Railroad dal 1904 al 1964.